# Ożarowice (gmina)

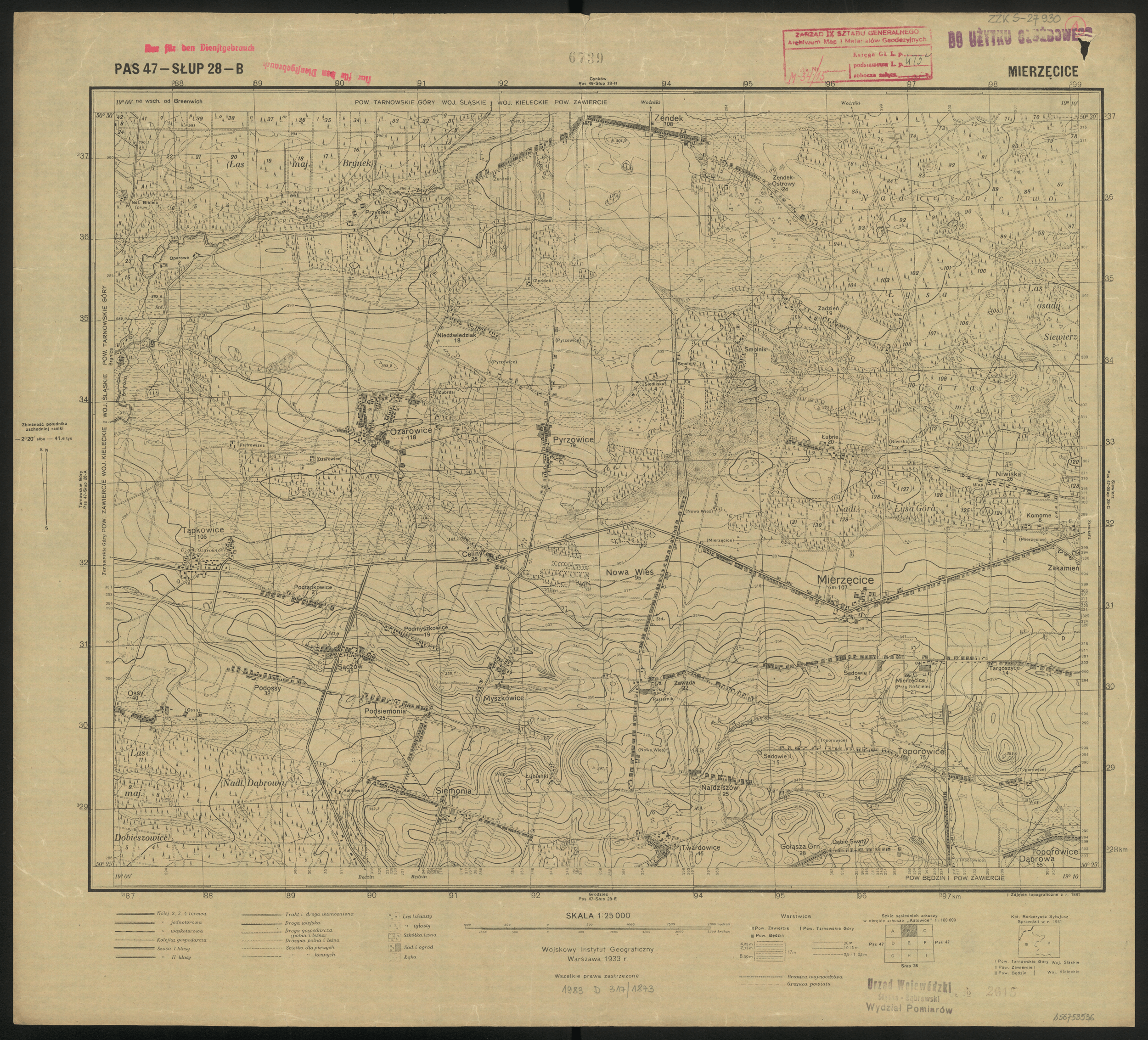
Mapa Ożarowic i okolic sporządzona w 1933 przez Wojskowy Instytut Geograficzny na podstawie mapy Królestwa Polskiego z 1881.

Ożarowice (daw. gmina Ożarowice w Sączowie; 1950-1954 gmina Sączów, 1955-1972 gromada Ożarowice, 1973-1996 gmina Tąpkowice z siedzibą w Ożarowicach) – gmina wiejska w Polsce położona w województwie śląskim, w powiecie tarnogórskim. W latach 1975–1998 gmina administracyjnie należała do województwa katowickiego. Jest to jedyna gmina współczesnego powiatu tarnogórskiego, która nie leży na Śląsku, a w Małopolsce.
Gmina jest położona na terenie dawnego księstwa siewierskiego.
Siedzibą urzędu gminy są Ożarowice.
Według danych z 31 grudnia 2017 roku gminę zamieszkiwało 5715 osób.

## Położenie
Gmina jest położona we wschodniej części powiatu tarnogórskiego. Sąsiaduje z miastem Miasteczko Śląskie oraz gminami: Świerklaniec (powiat tarnogórski), Bobrowniki, Mierzęcice i Siewierz (powiat będziński), Woźniki (powiat lubliniecki) oraz Koziegłowy (powiat myszkowski).

## Historia
Gmina Ożarowice powstała 1.01.1867 w ramach carskiej reformy administracyjnej na ziemiach polskich. Była częścią powiatu będzińskiego wchodzącego w skład guberni piotrkowskiej. Według spisu z 1912 roku do gminy należało 11 wsi: Ożarowice, Tąpkowice, Ossy, Niezdara, Pyrzowice, Celiny, Myszkowice, Wymysłów, Twardowice, Dobieszowice i Rogoźnik.
Po I wojnie światowej gmina znalazła się w powiecie będzińskim należącym do województwa kieleckiego. W roku 1928 składała się z 11 wsi: Ożarowice, Tąpkowice, Niezdara, Ossy, Pyrzowice, Celiny, Sączów, Wymysłów, Myszkowice, Siemonia i Twardowice.
W okresie II wojny światowej teren gminy został włączony do III Rzeszy. 26.11.1939 wraz z całym powiatem będzińskim (Landkreis Bendzin) został włączony do rejencji katowickiej (Regierungsbezirk Kattowitz), która stała się częścią pruskiej prowincji Śląsk (Provinz Schlesien). W 1941 z rejencji katowickiej i opolskiej utworzona została prowincja Górny Śląsk (Provinz Oberschlesien). W okresie okupacji każda wieś stanowiła odrębną gminę.
W 1945 roku władze przywróciły podział administracyjny sprzed okupacji, z tą różnicą, że gmina znalazła się w granicach województwa śląsko-dąbrowskiego (później śląskiego, od 1950 roku katowickiego, przejściowo w latach 1953–1956 nazwanego województwem stalinogrodzkim). W 1950 roku zlikwidowano gminę Ożarowice, powołując w jej miejsce gminę Sączów, odłączając jednocześnie od gminy wieś Wymysłów.
W 1954 roku gminy zostały zlikwidowane, a w ich miejsce wprowadzono gromady. Powstała gromada Ożarowice (w jej skład weszły Ożarowice i Pyrzowice), gromada Tąpkowice (Tąpkowice, Niezdara i Ossy), gromada Sączów (Sączów i Celiny) oraz gromada Siemonia (Siemonia, Myszkowice i Twardowice).
1.01.1957 roku gromady Ożarowice i Tąpkowice opuściły powiat będziński i zostały włączone do powiatu tarnogórskiego.
1.01.1970 roku do gromady Ożarowice przyłączono wieś Zendek. Zendek od 1866 roku należał do gminy Mierzęcice (do 1915 roku gmina Sulików), a następnie do gromady Mierzęcice w powiecie zawierciańskim (wydzielonym z powiatu będzińskiego w 1927 roku).
W 1973 roku przywrócono gminy – z gromad Ożarowice i Tąpkowice utworzono jedną gminę Tąpkowice, która znalazła się w granicach powiatu tarnogórskiego. W skład gminy wchodziło 6 wsi: Ożarowice, Pyrzowice, Zendek, Tąpkowice, Ossy i Niezdara.
9.12.1973 do gminy powróciła wieś Celiny (z gminy Bobrowniki w powiecie będzińskim).
W 1976 roku zlikwidowane zostały powiaty.
1.01.1997 roku gmina zmieniła nazwę na obowiązującą obecnie – gmina Ożarowice.
W wyniku reformy administracyjnej od 1.01.1999 gmina znalazła się w powiecie tarnogórskim i województwie śląskim.

## Miejscowości
Miejscowości leżące na terenie gminy Ożarowice:
- Celiny (sołectwo) (od 9.12.1973 r.[6])
- Niezdara (sołectwo)
- Ossy (sołectwo)
- Ożarowice (sołectwo, wieś gminna)
- Pyrzowice (sołectwo)
- Tąpkowice (sołectwo)
- Zendek (sołectwo) (od 1.01.1970 r.[7])

## Powierzchnia
Według danych z roku 2002 gmina Ożarowice ma obszar 43,72 km², w tym:
- użytki rolne: 67%
- użytki leśne: 14%

Gmina zajmuje 6,8% powierzchni powiatu.

## Demografia
Dane z 30 czerwca 2004:
| Opis                              | Ogółem | Ogółem | Kobiety | Kobiety | Mężczyźni | Mężczyźni |
| --------------------------------- | ------ | ------ | ------- | ------- | --------- | --------- |
| Jednostka                         | osób   | %      | osób    | %       | osób      | %         |
| Populacja                         | 5397   | 100    | 2758    | 51,1    | 2639      | 48,9      |
| Gęstość zaludnienia [mieszk./km²] | 123,4  | 123,4  | 63,1    | 63,1    | 60,4      | 60,4      |

## Zabytki

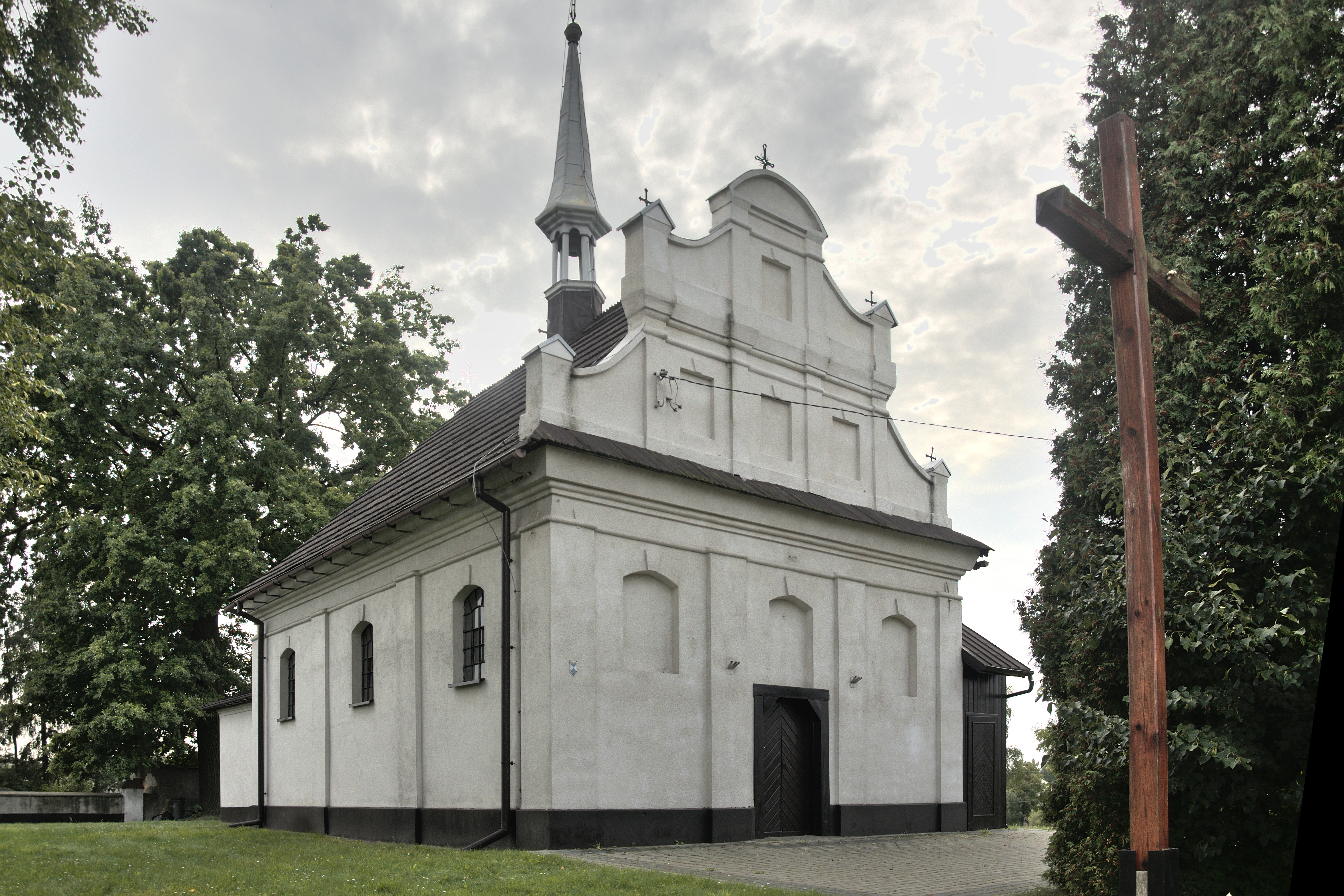
Zabytkowy kościół św. Barbary w Ożarowicach

- kościół św. Barbary z XVIII w. w Ożarowicach
- stanowisko archeologiczne – osada kultury łużyckiej z okresu wczesnego średniowiecza (Ożarowice – Opary)

(źródło: rejestr zabytków Śląskiego Wojewódzkiego Konserwatora Zabytków w Katowicach)

## Edukacja
Gmina Ożarowice posiada sieć publicznych placówek oświatowych składającą się z dwóch przedszkoli oraz trzech szkół podstawowych. Oprócz tego na terenie gminy działają placówki niepubliczne w Pyrzowicach (szkoła podstawowa oraz przedszkole).
Przedszkola:
- Przedszkole w Ożarowicach
- Przedszkole w Tąpkowicach
- Niepubliczne Przedszkole w Pyrzowicach

Szkoły podstawowe:
- Szkoła Podstawowa im. Michała Okurzałego w Tąpkowicach
- Szkoła Podstawowa im. Jana Pawła II w Zendku
- Szkoła Podstawowa w Ożarowicach
- Niepubliczna Szkoła Podstawowa w Pyrzowicach

## Zdrowie
Na terenie gminy działa kilka niepublicznych jednostek służby zdrowia. Podstawową opiekę medyczną w dni powszednie zapewnia NZOZ Promed w Tapkowicach. Opiekę medyczną w godzinach nocnych oraz w dni świąteczne sprawuje NZOZ Bimed w Tarnowskich Górach.
- Niepubliczny Zakład Opieki Zdrowotnej Promed w Tąpkowicach - podstawowa opieka zdrowotna
- Niepubliczny Zakład Opieki Zdrowotnej Latos w Tąpkowicach - stomatologia

## Kultura i rozrywka
Domy kultury:
- Biblioteka i Ośrodek Kultury Gminy Ożarowice w Tąpkowicach

Biblioteki:
- Biblioteka i Ośrodek Kultury Gminy Ożarowice w Tąpkowicach
- Filia biblioteczna nr 1 w Ożarowicach
- Filia biblioteczna nr 2 w Zendku

Grupy folklorystyczne:
- Niezdareczka
- Ożarowianki
- Pyrzowianki

## Komunikacja
Komunikacja autobusowa zapewnia połączenia gminy z miastem powiatowym Tarnowskimi Górami i sąsiednimi gminami oraz innymi miastami takimi jak Katowice, Gliwice, Zabrze, Sosnowiec, Piekary Śląskie, Siemianowice, Będzin, Bytom, Siewierz, Radzionków i Wojkowice. Połączenia autobusowe do 31 grudnia 2018 organizowane były przez MZKP Tarnowskie Góry, od 1 stycznia 2019 organizatorem jest Zarząd Transportu Metropolitalnego. Linie autobusowe przebiegające przez obszar gminy Ożarowice: AP, M11, M14, M19, M116, 17, 85, 103, 105, 107, 179, 246, 625, 646, 717, 738.
Komunikacja kolejowa - na terenie gminy znajduje się stacja kolejowa Pyrzowice Lotnisko, którą obsługuje linia Kolei Śląskich S9 Tarnowskie Góry - Miasteczko Śląskie - Pyrzowice - Siewierz - Poręba - Zawiercie - Myszków - Częstochowa. W lipcu 2025 uruchomiono kolejne linie: S14 relacji Pyrzowice Lotnisko - Tarnowskie Góry - Bytom (Stroszek) - Zabrze (Północne) - Gliwice oraz linię S19 relacji Pyrzowice Lotnisko - Siewierz - Zawiercie (Kądzielów) - Dąbrowa Górnicza - Sosnowiec - Katowice - Chorzów - Zabrze - Gliwice

## Transport

### Drogowy
Gmina Ożarowice ma dobrze rozwinięta sieć dróg powiatowych i gminnych.
Przez teren gminy przebiega autostrada A1 oraz droga ekspresowa S1, które łączą się na węźle Pyrzowice.
W listopadzie 2006 oddano do użytku jeden pas drogi ekspresowej S1, łączący Port Lotniczy Katowice-Pyrzowice z drogą krajową 1 oraz drogą krajową 86 w węźle drogowym Podwarpie. Droga została po 2019 roku rozbudowana do dwupasmowej.
W 2012 przedłużono drogę ekspresową S1 od węzła Lotnisko do węzła Pyrzowice łącząc ją z autostradą A1. Oddano wtedy również do użytku odcinek autostrady A1 Pyrzowice – Sośnica. W kolejnych latach wybudowano odcinek autostrady A1 Pyrzowice – Częstochowa.
Planowana jest dalsza budowa drogi ekspresowej od węzła Pyrzowice (przedłużenie drogi S1 w kierunku zachodnim - do drogi krajowej 11), mającej stanowić obwodnicę Tąpkowic i Niezdary.
Drogi krajowe:
- 78

Drogi ekspresowe:
- S1

Autostrady:
- A1

### Kolejowy
Przez obszar gminy przebiega linia kolejowa nr 182 relacji Tarnowskie Góry – Siewierz – Zawiercie realizująca przez wiele lat przewozy zarówno pasażerskie, jak i towarowe. Istniały na niej stacje kolejowe Ożarowice oraz Mierzęcice (Mierzęcice Zawierciańskie). Obecnie linia została zrewitalizowana i odbudowana. Na terenie gminy Ożarowice znajduje się stacja kolejowa Pyrzowice Lotnisko.

### Lotniczy
W czasie II wojny światowej w okolicy Zendka powstało lotnisko Luftwaffe Schendeck (później Udetfeld). Lotnisko zostało zniszczone podczas wycofywania się Niemców w 1945. Odbudowane przez wojska sowieckie i przekazane wojsku polskiemu stało się zalążkiem współczesnego Międzynarodowego Portu Lotniczego Katowice-Pyrzowice.

## Sport
- LKS Piast Ożarowice – piłka nożna
- LKS Tęcza Zendek – piłka nożna
- KS LOB Ożarowice - tenis ziemny, siatkówka

## Gospodarka
Największym przedsiębiorstwem w gminie jest Górnośląskie Towarzystwo Lotnicze S.A. (GTL S.A.) zarządzające Międzynarodowym Portem Lotniczym Katowice-Pyrzowice. W 2005 na terenach powojskowych w Pyrzowicach utworzono strefę aktywności gospodarczej. Na terenie gminy istnieje dobrze rozwinięta sieć handlu detalicznego oraz drobna przedsiębiorczość (głównie usługi transportowe). W związku z ograniczonymi zasobami portu lotniczego Katowice-Pyrzowice we wsi Pyrzowice rozwinęły się w ostatnim czasie usługi przeznaczone dla pasażerów – głównie parkingowe i hotelowe.